# بطولة أمريكا المفتوحة 1994 - الزوجي المختلط
في بطولة أمريكا المفتوحة 1994 - الزوجي المختلط فاز كل من إلنا رايناخ وباتريك غالبريث على يانا نوفوتنا وتود وودبريدج في المباراة النهائية بنتيجة 6–2، 6–4.

## التوزيع
1. يانا نوفوتنا /  تود وودبريدج (النهائي)
2. ميريديث ماكغراث /  مارك وودفورد (ربع النهائي)
3. جيجي فرنانديز /  سيريل سوك (نصف النهائي)
4. لاريسا نيلاند /  أندريه أولهوفسكي (الجولة الثانية)
5. مانون بوليجراف /  توم نيسن (الجولة الأولى)
6. ليزا ريموند /  ريك ليتش (الجولة الأولى)
7. إليزابيث سميلي /  جون فيتزجيرالد (تنس) (الجولة الأولى)
8. إلنا رايناخ /  باتريك غالبريث (البطولة)

## المباريات

### مفتاح
- Q = متأهل Qualifier
- WC = وايلد كارد Wild Card
- LL = خاسر محظوظ Lucky Loser
- Alt = بديل Alternate
- SE = Special Exempt
- PR = تصنيف محمي Protected Ranking
- w/o = فوز سهل Walkover
- r = انسحاب Retired
- d = Defaulted
- SR = Special ranking
- ITF = ITF entry
- JE = Junior exempt

### النهائي
| النهائي |                            |   |   |  |
|         |                            |   |   |  |
|         |                            |   |   |  |
| 1       | يانا نوفوتنا تود وودبريدج  | 2 | 4 |  |
| 8       | إلنا رايناخ باتريك غالبريث | 6 | 6 |  |